# تراولوج
تراولوج (انگلیسی: Travelodge) شرکت مهمان‌نوازی آمریکایی است، که در سال ۱۹۳۹ تأسیس شد.